# Alex Hepburn
Alexandra Hepburn (Londres, Inglaterra, 25 de diciembre de 1986), más conocida como Alex Hepburn, es una cantante y compositora británica. Lanzó su EP debut homónimo en junio de 2012, y en abril de 2013 publicó su primer álbum de estudio, Together Alone.

## Biografía y carrera
Alex Hepburn nació en Londres, Inglaterra. En 1995, su familia se instaló al sur de Francia, en Valbonne, cerca de Cannes; donde vivió cuatro años. En 2002, a la edad de dieciséis años, decidió abandonar los estudios para dedicarse a su verdadera pasión, la música. 
Lanzó su EP debut homónimo en junio de 2012, y, tras algunos retrasos en su lanzamiento, su álbum debut Together Alone se publicó el 15 de abril de 2013, consiguiendo un considerable éxito en Europa Occidental debido en gran parte al éxito del sencillo «Under».

## Discografía

### Álbum de estudio
| Año  | Álbum          | Posiciones más altas en listas | Posiciones más altas en listas | Posiciones más altas en listas | Posiciones más altas en listas | Posiciones más altas en listas | Posiciones más altas en listas | Certificaciones |
| Año  | Álbum          | ALE                            | AUT                            | BEL (Fl)                       | BEL (Wa)                       | FR                             | SUI                            | Certificaciones |
| ---- | -------------- | ------------------------------ | ------------------------------ | ------------------------------ | ------------------------------ | ------------------------------ | ------------------------------ | --------------- |
| 2013 | Together Alone | 23                             | 36                             | 36                             | 15                             | 3                              | 2                              | —               |

### Sencillos
| Año  | Sencillo      | Posiciones más altas en listas | Posiciones más altas en listas | Posiciones más altas en listas | Posiciones más altas en listas | Posiciones más altas en listas | Posiciones más altas en listas | Posiciones más altas en listas | Posiciones más altas en listas | Posiciones más altas en listas | Posiciones más altas en listas | Álbum          | Certificaciones                                                  |
| Año  | Sencillo      | ALE                            | AUT                            | BEL (Fl)                       | BEL (Wa)                       | CZE                            | ESP (iTunes España)            | FRA                            | GRE                            | POL                            | SUI                            | Álbum          | Certificaciones                                                  |
| ---- | ------------- | ------------------------------ | ------------------------------ | ------------------------------ | ------------------------------ | ------------------------------ | ------------------------------ | ------------------------------ | ------------------------------ | ------------------------------ | ------------------------------ | -------------- | ---------------------------------------------------------------- |
| 2011 | «Bad Girl»    | —                              | —                              | —                              | —                              | —                              | —                              | —                              | —                              | —                              | —                              | Together Alone |                                                                  |
| 2011 | «Crash»       | —                              | —                              | —                              | —                              | —                              | —                              | —                              | —                              | —                              | —                              | Together Alone |                                                                  |
| 2013 | «Under»       | 34                             | 62                             | 10                             | 2                              | 1                              | 50                             | 2                              | 2                              | 2                              | 5                              | Together Alone | - SUI: Platino (30 000) - FRA: Oro (110 000) - BEL: Oro (15 000) |
| 2013 | «Miss Misery» | —                              | —                              | 91*                            | 68*                            | —                              | —                              | 131                            | —                              | 14                             | 63                             | Together Alone | —                                                                |

(*No apareció así en las listas de Ultratop propiamente dichas, pero si en las listas bubbling under de Ultratip. Añadidas cincuenta posiciones a la posición actual en la Ultratip)